# Susanne Klatten
Susanne Klatten (født Susanne Hanna Ursula Quandt den 28. april 1962) er en tysk arving og datter af Herbert og Johanna Quandt. Fra marts 2018 var hendes nettoformue 25,1 mia. dollar, hvilket gjorde hende til den rigeste kvinde i Tyskland og den 46. rigeste person i verden.

## Uddannelse
Klatten blev født i Bad Homburg, Tyskland. Efter at have taget en uddannelse i erhvervsfinansiering arbejdede hun for reklamebureauet Young & Rubicam i Frankfurt fra 1981 til 1983. Dette blev efterfulgt af et forløb i markedsføring og ledelse ved University of Buckingham og en MBA fra IMD i Lausanne med med speciale i reklame.
Hun erhvervede yderligere erhvervserfaring Dresdner Banks London-afdeling, München-afdelingen af konsulentfirmaet McKinsey og banken Bankhaus Reuschel & Co.
For at skjule sin rigdom arbejdede hun ofte inkognito under navnet Susanne Kant.

## Investeringer
Ved sin fars død arvede hun en andel på 50,1% af aktierne i medicinalfirmaet Altana. Hun sidder i Altanas bestyrelse og har været med til at omdanne det til et førsteklassesselskab på den tyske DAX-liste med 30 topvirksomheder. I 2006 solgte Altana AG sine lægemiddelaktiviteter til Nycomed for 4,5 mia. euro, hvorfor hun kun stod tilbage med sine forretninger i specialekemikalier. De 4,5 mia. euro blev udbetalt til aktionærer som udbytte. Altana fastholdt børsnoteringen, og Klatten forblev majoritetsaktionær. I 2009 købte hun næsten alle aktier, som hun ikke allerede ejede i Altana. Hendes far efterlod hende også en aktiepost på 12,50% i BMW. Hun blev udnævnt til bestyrelsen for BMW sammen med sin bror Stefan Quandt i 1997.
Den tyske grafitproducent SGL Carbon sagde den 16. marts 2009, at Klatten har muligheder for at øge sin andel i SGL fra 8% til næsten en fjerdedel af aktierne, men ikke mere end det.
Hanns Joachim Friedrichs prisvindende dokumentarfilm The Silence of the Quandt's af den tyske offentlige tv-kanal ARD, beskrev i oktober 2007 Quandt-familiens virksomheders rolle under Anden verdenskrig. Familiens nazistiske fortid var ikke offentligt kendt, men dokumentarfilmen afslørede den for et bredt publikum og konfronterede familien med brugen af slavearbejdere i dens fabrikker under Anden Verdenskrig. Som følge heraf meddelte fire familiemedlemmer på vegne af hele Quandt-familien, fem dage efter udstillingen, at de ville finansiere et forskningsprojekt, hvor en historiker undersøgte familiens aktiviteter under Adolf Hitlers diktatur. I sammenfatningen af den 1.200 sider lange undersøgelse, der blev udgivet i 2011, konkluderede historikeren Joachim Scholtyseck: "Quandterne var uadskilleligt forbundet med nazisternes forbrydelser" -Joachim Scholtyseck. Siden 2008 er der ikke blevet givet nogen kompensation eller undskyldning til ofrene og deres efterkommere, og der er heller ikke opført mindesmærker på nogen af virksomhederne. BMW var ikke involveret i rapporten.

## Personligt liv
Politiet forhindrede et forsøg på at kidnappe hende og hendes mor Johanna Quandt i 1978.
Susanne mødte Jan Klatten, mens hun var i praktik ved BMW i Regensburg, hvor han arbejdede som ingeniør. Det hedder sig, at hun i løbet af denne tid kaldte sig Kant og fortalte ham ikke, hvem hun var, indtil de var sikre på hinanden. Klatten selv nægter historien. De giftede sig i 1990 i Kitzbühel og bor i München. De har tre børn. Hun spiller golf og står på ski i Østrig. Hun har været medlem af Universitetsrådet for Tekniske Universitet i München siden 2005. I 2007 blev hun tildelt Bayerischer Verdienstorden, Bavarian Order of Merit. Hun er en af de største donorer til det center-højre politiske parti, den kristelige demokratiske union.
I 2007 blev Klatten afpresset af Helg "Russak" Sgarbi, en 44-årig schweizisk statsborger, der truede med at frigive materialer, der skildrede de to, der havde en affære. Sgarbi, der blev anklaget for lignende udpressningsordninger mod flere kvinder, blev anholdt i januar 2009 og blev ført for retten i Tyskland, hvor han blev dømt til seks års fængsel. Hans medskyldige, den italienske hotelejer Ernano Barretta, der angiveligt filmede Sgarbi og Klatten med skjulte kameraer, blev også anholdt og blev dømt i 2012 til syv års fængsel.